# Evgeny Kovalev
Yevgeny Aleksandrovich Kovalyov (em russo:  Евгений Александрович Ковалёв; nascido em 6 de março de 1989) é um ciclista russo que compete em provas tanto de pista, quanto de estrada.
Kovalyov defendeu as cores da Rússia nos Jogos Olímpicos de Verão de 2008 e 2012, terminando respectivamente em sexto e quarto lugar na perseguição por equipes de 4 km.
É irmão de Ivan Kovalev, que também é ciclista olímpico.